# Ибадат
Иба́дат (араб. عبادة‎ — «поклонение») — исламское богослужение, которое выражается в соблюдении обрядов, обязанности общественного богослужения. Термин упоминается в Коране.

## Понятие
«Наука о религиозных обрядах» (ильм аль-ибадат) составляет одну из пяти частей мусульманского права (фикх). Ибадат как ритуальная практика отличается от «духовной практики» (муамалат).
Он включает в себя следующие обряды:
- Очищение (тахарат)
- Ежедневную 5-кратную молитву (намаз)
- Налог на имущество, взимаемый в пользу бедных (закят)
- Пост (саум)
- Паломничество (хадж)
- Усердие в вере (джихад)[4]

Исполнение вышеперечисленных религиозных обязанностей считается неотъемлемой частью таа. В арабской и европейской исламоведческой литературе термины «ибадат» и «таа» часто употребляются как синонимы. Теоретически предписания ибадата суннитов и шиитов — одинаковы, однако на практике существуют различия.